# Глизе 408
Глизе 408 — звезда, расположенная в 21,6 световых годах от Земли в созвездии Льва. Ближайшими к Глизе 408 звёздами являются Глизе 402 в 6,26 светового года и AD Льва, находящаяся на расстоянии 6,54 светового года.
Глизе 408 — красный карлик спектрального класса M2.5V. Светимость звезды составляет всего 0,37% от солнечной, что всё же намного больше, чем у других красных карликов, таких как Проксима Центавра. Эффективная температура составляет от 3400 до 3500 К; масса составляет около 41% от солнечной, а радиус около 43% от солнечного. Скорость вращения вокруг своей оси составляет 2,3 км/с. Признаков околозвёздного диска вокруг Глизе 408 обнаружено не было.